# 1386

## أحداث
- حصار تبليسي في الفترة ما بين أكتوبر و22 نوفمبر.
- 9 مايو - جواو الأول ملك البرتغال يوقع معاهدة ويندسور مع ريتشارد الثاني ملك إنجلترا.
- إنشاء جامعة هايدلبرغ في هايدلبرغ، ألمانيا.

## مواليد
- دوناتيلو
- هنري الخامس ملك إنجلترا